# Храбске
Храбске (слч. Hrabské) насељено је мјесто са административним статусом сеоске општине (слч. obec) у округу Бардјејов, у Прешовском крају, Словачка Република.

## Становништво
| Година:    | 1994. | 2004.   | 2014.    | 2024.   |
| ---------- | ----- | ------- | -------- | ------- |
| Број људи: | 524   | 545     | 608      | 664     |
| Разлика:   |       | +4,00 % | +11,55 % | +9,21 % |

| Година:    | 2023. | 2024.   |
| ---------- | ----- | ------- |
| Број људи: | 671   | 664     |
| Разлика:   |       | -1,04 % |

Према подацима о броју становника из 2024. године насеље је имало 664 становника.